# Tomášovce (district de Rimavská Sobota)
Tomášovce (en hongrois : Balogtamási)  est une commune du district de Rimavská Sobota, dans la région de Banská Bystrica, en Slovaquie.

## Histoire
La première mention écrite du village date de 1405.

## Démographie

### Évolution de la population
| Année:               | 1994. | 2004.   | 2014.   | 2024.    |
| -------------------- | ----- | ------- | ------- | -------- |
| Nombre de personnes: | 221   | 199     | 204     | 248      |
| Différence:          |       | -9,95 % | +2,51 % | +21,56 % |

| Année:               | 2023. | 2024.    |
| -------------------- | ----- | -------- |
| Nombre de personnes: | 221   | 248      |
| Différence:          |       | +12,21 % |